# Ela só Quer Paz
"Ela Só Quer Paz" é uma canção gravada pelo rapper brasileiro Projota, para seu primeiro álbum ao vivo 3Fs - Ao Vivo. A canção foi lançada como primeiro single do trabalho em 27 de janeiro de 2016 pela Universal Music.

## Antecedentes e composição
Em sua página no Facebook, Projota escreveu que "Ela Só Quer Paz" é uma música dedicada à "todas as mulheres que buscam a autossuficiência, que estão cansadas desse monte de gente machista que cada vez mais está perdendo espaço". Além disso, demonstrou total apoio a luta das mulheres por direitos igualitários: "Chega de machismo! Chega desse papo de a mulher não pode isso e não pode aquilo… Mulher pode o que quiser. Se veste como quiser. Vai onde quiser. Trabalha com o que quiser. Ouve o que quiser. Fala o que quiser. Por favor… vamos deixa-las em paz!".
A letra é uma reflexão de Projota a respeito das mulheres, com linhas como: "Ela é um filme de ação com vários finais (…) / É o paraíso, suas curvas são cartões postais". Em determinados momentos, ele chega a fazer referências a artistas como Nirvana, Caetano Veloso e Racionais MC's. ("Ela é um disco do Nirvana de 20 anos atrás (…) / Ela é uma letra do Caetano com flow do Racionais"). "Ela Só Quer Paz" é conduzida principalmente pelo violão, guitarra acústica, baixo e uma batida de tambor. Projota interpola entre o rap e o canto, a fim de aproximar-se de um som mais pop. A letra e o ritmo da música, que flerta com o R&B, são muito mais suaves, se comparados à canções anteriores do artista.

## Videoclipe
O videoclipe de "Ela Só Quer Paz" foi dirigido por Maurício Eça e Haroldo Tzirulnik. Apresenta Projota cantando e tocando seu violão enquanto as silhuetas de dançarinas se destacam ao fundo.

## Desempenho nas tabelas musicais
| Tabela musical (2016)              | Melhor posição |
| ---------------------------------- | -------------- |
| Brasil - Billboard Hot 100 Airplay | 65             |